# Spinotarsus glabrus
Spinotarsus glabrus är en mångfotingart som beskrevs av Kraus 1960. Spinotarsus glabrus ingår i släktet Spinotarsus och familjen Odontopygidae. Inga underarter finns listade i Catalogue of Life.